# Ramadas (Tapacarí)
Ramadas (auch: Ramada) ist eine Ortschaft im Departamento Cochabamba im südamerikanischen Anden-Staat Bolivien.

## Lage im Nahraum
Ramadas ist achtgrößte Ortschaft des Kanton Tapacarí  im Municipio Tapacarí in der Provinz Tapacarí. Die Ortschaft liegt auf einer Höhe von 2647 m an der Mündung des Río Calliri in den Río Tapacarí.

## Geographie
Ramadas liegt östlich des Altiplano zwischen den Höhenzügen der Serranía de Sicasica und der Cordillera Mazo Cruz, die wiederum ein Teil der bolivianischen Cordillera Oriental ist. Die Region ist gekennzeichnet durch ein typisches Tageszeitenklima, bei dem die Temperaturunterschiede im Tagesverlauf deutlicher ausfallen als die jahreszeitlichen Temperaturunterschiede.
Die mittlere Jahrestemperatur der Region liegt bei 10 bis 11 °C (siehe Klimadiagramm Arque), die Monatsdurchschnittstemperaturen schwanken zwischen 6 und 7 °C im Juni/Juli und 13 °C im November/Dezember. Der Jahresniederschlag beträgt etwa 600 mm und fällt vor allem von Dezember bis Februar mit Monatsniederschlägen von 100 bis 140 mm, während in den Wintermonaten von Mai bis September eine Trockenzeit mit Monatsniederschlägen von weniger als 15 mm herrscht.

## Verkehrsnetz
Ramadas liegt 59 Straßenkilometer von Cochabamba entfernt in südwestlicher Richtung und ist von der Hauptstadt des Departamentos.
Von Cochabamba aus führt die Nationalstraße Ruta 4 über 37 Kilometer an Quillacollo und Sipe Sipe vorbei bis Parotani. Am Ortsende von Parotani zweigt eine unbefestigte Landstraße in nordwestlicher Richtung von der Ruta 4 ab, folgt dem Río Tapacarí flussaufwärts und erreicht nach 22 Kilometern Ramadas.

## Bevölkerung
Die Einwohnerzahl der Ortschaft ist in den vergangenen beiden Jahrzehnten um etwa ein Drittel angestiegen:
| Jahr | Einwohner | Quelle       |
| ---- | --------- | ------------ |
| 1992 | 132       | Volkszählung |
| 2001 | 137       | Volkszählung |
| 2012 | 169       | Volkszählung |
| 2024 |           | Volkszählung |

Die Region weist einen hohen Anteil  an Quechua-Bevölkerung  auf, im Municipio Tapacarí sprechen 75,5 Prozent der Bevölkerung die Quechua-Sprache.

## Wirtschaft
Die Bewohner betreiben vor allem landwirtschaftliche Subsistenzwirtschaft mit Anbau von Kartoffeln, Ocas, Bohnen und Getreide und Schaf- und Ziegenzucht  zur Eigenversorgung, darüber hinaus liefern sie in kleinen Mengen auch Lebensmittelprodukte für den Markt in Quillacollo.